# Sulfato de cádmio
Sulfato de cádmio é uma série de compostos químicos inorgânicos com fórmula química CdSO4.xH2O.  A forma mais comun é a monohidratadaCdSO4.H2O, mas duas outras formas são conhecidas CdSO4.8/3H2Oe o sal anidro (CdSO4). Todos são altamente solúveis em água e incolores.

## Preparação e ocorrência
Sulfato de cádmio octahidratado
CdO + H2SO4 → CdSO4 + H2O
Cd + H2SO4 → CdSO4 + H2
A forma anidra pode ser obtida usando persulfato de sódio :
Cd + Na2S2O8   →   CdSO4  +  Na2SO4
Sulfato de cádmio é raramente encontrado na natureza.

## Aplicações
Sulfato de cádmio é amplamente usado na galvanização de circuitos eletrônicos.
É também um precursor para alguns pigmentos baseados em cádmio tais como  sulfeto de cádmio.